# Camillo de Lellis
Camillo de Lellis (n. 25 mai 1550, Bucchianico, Abruzzo, Italia – d. 14 iulie 1614, Roma, Statele Papale) a fost un călugăr italian al ordinului capucinilor, născut în Regatul Neapolelui, ulterior declarat sfânt. 
Și-a dedicat viața tămăduirii bolnavilor, activitatea sa fiind recunoscută de papa Sixtus al V-lea. El a înființat în anul 1582 ordinul camillienilor (Latină: Clerici Regulari Ministeri Infirmaribus sau Ordo Clericorum Regularium Ministrantium Infirmis), precursorul Comitetului Internațional al Crucii Roșii. 
A încercat, prin mijloacele cunoscute în vremea aceea, să combată epidemiile de tifos și pestă din anul 1590. Eforturile deosebite și dăruirea de sine cu care caută Camillo vindecarea bolnavilor l-au impresionat pe papa Grigore al XIV-lea. 
A murit în anul 1614, la Roma.
În anul 1746 a fost declarat „sfânt” de papa Benedict al XIV-lea, cu sărbătoarea pe 14 iulie, ziua morții sale.